# Jamesonit
Jamesonit (även axotom antimonblick,:501  dominit, comuccit, pfaffit, grå antimon eller fjädermalm):24 är ett sulfosalt ett bly-, järn-, antimonsulfid med formeln Pb4FeSb6S14. Med tillsats av mangan bildar den en serie med benavidsit. Det är ett mörkgrått metalliskt mineral som bildar nålformade prismatiska monokliniska kristaller. Den är mjuk med en Mohs hårdhet på 2,5 och har en specifik vikt på 5,5 – 5,6. Det är ett av få sulfidmineraler som bildar fibrösa eller nålliknande kristaller. Den kan också bilda stora prismatiska kristaller som liknar stibnit som den kan associeras med. Den finns vanligtvis i hydrotermiska avlagringar med låg till måttlig temperatur.

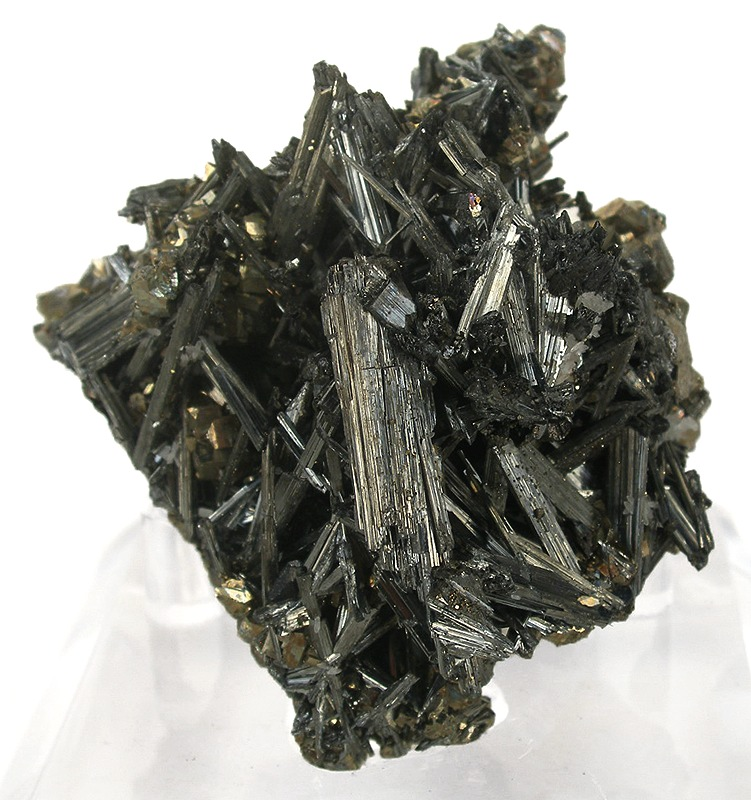
Jamesonitkristall

## Förekomst
Jamesonit blir till i hydrotermala system med temperaturer som är låga eller intermediära. Den identifierades första gången 1825 i Port Isaac i Cornwall, England. Det rapporteras också från South Dakota och Arkansas, USA, Zacatecas, Mexiko och Rumänien.

## Historik
Den fick sitt namn efter den skotske mineralogen Robert Jameson (1774–1854). Jamesonite har i allmänhet ett stort antal synonymer, såväl regionala som triviala namn, vilket är ovanligt även för sådana märkbara mineraler ur praktisk synvinkel. Först och främst är detta den redan nämnda domingit, comuccit, pfaffit, grå antimon eller fjädermalm. Dessutom är jamesonit också känd under sina engelska namn: warrenite, wolfsbergite, plumite, rosellan, rosenite, sakharovaite, bleiantimonit, antimonial radiant glance, warrenite, falkmanite. I den gamla tyska mineralogiska litteraturen hittades även följande namn på jamesonit : lumpenerz, stahlantimonglanz, spiessglasfedererz, chalybinglanz, zundererz. Dessutom ansågs termen "axotom antimonblick" fram till början av 1800-talet vara vetenskaplig i den mineralogiska miljön och var dominerande.